# Bryodelphax
Genre
Bryodelphax est un genre de tardigrades de la famille des Echiniscidae.

## Liste des espèces
Selon Degma, Bertolani et Guidetti, 2017 :
- Bryodelphax aaseae Kristensen, Michalczyk & Kaczmarek, 2010
- Bryodelphax alzirae (du Bois-Reymond Marcus, 1944)
- Bryodelphax amphoterus (Durante Pasa & Maucci, 1975)
- Bryodelphax asiaticus Kaczmarek & Michalczyk, 2004
- Bryodelphax atlantis Fontoura, Pilato & Lisi, 2008
- Bryodelphax brevidentatus Kaczmarek, Michalczyk & Degma, 2005
- Bryodelphax crossotus Grigarick, Schuster & Nelson, 1983
- Bryodelphax dominicanus (Schuster & Toftner, 1982)
- Bryodelphax iohannis Bertolani, Guidi & Rebecchi, 1996
- Bryodelphax kristenseni Lisi, Daza, Londoño & Quiroga, 2017
- Bryodelphax lijiangensis Yang, 2002
- Bryodelphax maculatus Gąsiorek, Stec, Morek, Marnissi & Michalczyk, 2017
- Bryodelphax mateusi (Fontoura, 1982)
- Bryodelphax meronensis Pilato, Lisi & Binda, 2010
- Bryodelphax olszanowskii Kaczmarek, Parnikoza, Gawlak, Esefeld, Peter, Kozeretska & Roszkowska, 2017
- Bryodelphax ortholineatus (Bartoš, 1963)
- Bryodelphax parvulus Thulin, 1928
- Bryodelphax parvuspolaris Kaczmarek, Zawierucha, Smykla & Michalczyk, 2012
- Bryodelphax sinensis (Pilato, 1974)
- Bryodelphax tatrensis (Węglarska, 1959)
- Bryodelphax weglarskae (Pilato, 1972)

## Publication originale
- Thulin, 1928 : Über die Phylogenie und das System der Tardigraden. Hereditas, vol. 11, no 2/3, p. 207-266.